# Selenarctia flavidorsata
Selenarctia flavidorsata là một loài bướm đêm thuộc phân họ Arctiinae, họ Erebidae.